# Челябинский тарифный перелом
Челябинский тарифный перелом — исключительный железнодорожный тариф, установленный правительством Российской империи в 1896—1913 годах на провоз зерна и муки из Сибири на запад страны через Челябинск (на тот момент железнодорожное сообщение между Сибирью, Уралом и европейской частью России проходило только через станцию Челябинск).
На российских железных дорогах тариф на перевозки за пудо-версту уменьшался с увеличением расстояния: чем дальше был адресован груз, тем ниже была оплата. По челябинскому тарифному перелому устанавливался иной порядок исчисления провозной оплаты — на хлебные грузы, следовавшие через Челябинск на запад, тариф насчитывался заново, как если бы зерно отправляли из Челябинска, даже если грузы следовали транзитом. Фиктивный характер перегрузки в Челябинске сибирских грузов как расчётной основы для начисления тарифа придавал ему характер внутренних таможенных пошлин.

## Введение тарифного перелома
После отмены крепостного права в Сибирь стали переезжать безземельные крестьяне, которых привлекало наличие свободных земель; население Сибири росло также за счёт других категорий переселенцев и ссыльных. В Сибири было налажено производство пшеницы и ржи, однако несмотря на избыток и более низкую стоимость сибирского зерна оно в основном не вывозились в европейскую часть страны из-за отсутствия налаженных транспортных связей.
Голод, разразившийся в центральной части России в 1891—1892 годах, стал стимулом для принятия мер по налаживанию вывоза хлеба (зерна и муки) из Сибири на запад (как со стороны правительства, так и коммерческих структур), а также для дальнейшего переселения крестьян из европейской части страны в Сибирь.
До строительства Транссибирской магистрали для транспортировки зерна из Сибири использовались водные пути. Большая разница в стоимости зерна в Сибири и на западе России позволила быстро увеличить количество пароходов (с 65 в 1890 году до 105 в 1893 году). В 1892 году водным путём в Санкт-Петербург (и далее за границу) было вывезено 2 млн пудов.
Строительство Транссибирской железнодорожной магистрали, начатое в 1892 году из Челябинска на восток, позволило значительно снизить стоимость транспортировки грузов между Сибирью и европейской частью страны. В 1894 году было открыто движение по магистрали до Омска, в 1898 году — до Иркутска. Челябинск, узловая станция в месте начала Транссиба, стал «воротами в Сибирь».
Рост производства зерна в Сибири был настолько бурным, что современники назвали его «хлебной горячкой». В 1890-х годах зернопроизводителям Сибири удалось стать активными игроками как на российском, так и на международном зерновых рынках. В 1897 году из Сибири было вывезено уже 27,3 млн пудов зерна, из них 11,8 млн ушло на экспорт. В период 1900—1904 годов в год собирали около 200 млн пудов зерна, в 1905—1909 годах — 320 млн пудов, в 1910—1914 годах — уже 380 млн пудов.
Произведённое сибирскими крестьянами зерно стоило на 25—30 % меньше выращенного в помещичьих хозяйствах центральных регионов России. В то же время в конце XIX века Россию затронул мировой аграрный кризис перепроизводства зерна; в ходе кризиса в некоторых губерниях разорилось до 80 % мелких и средних имений.
Для защиты интересов центральных земледельческих районов страны, которым было тяжело конкурировать с дешёвым сибирским зерном, правительство в 1896 году ввело челябинский тарифный перелом: скидка за расстояние за транспортировку зерна железной дорогой «обнулялась» при проезде через Челябинск. Дополнительные сборы вели к удорожанию сибирского хлеба до 10—12 копеек за пуд (к примеру, плата на провоз пуда зерна от Омска до Киева увеличивалась на 7,5 копеек; от Ново-Николаевска до Москвы — на 8,71 копейки, что удорожало тариф на 18 %) и тем самым оказывали очень существенное влияние на экономику сельхозпроизводства в Сибири.
В 1907 году был повышен тариф на провозимую муку (до этого существовал единый тариф на провоз зерна и муки).

## Последствия для Челябинска и Зауралья
Тарифный перелом был выгоден для районов Зауралья, расположенных к югу от Челябинска, и ближайших районов в радиусе 100—150 км от него, где до 1911 года не было железной дороги. Стремление избежать «наложения на тариф» привело к миграции капитала из других районов, в частности из Екатеринбурга. Челябинск превратился в крупнейший центр мукомольного производства и хлеботорговли: было построено и модернизировано множество мельниц, возникла торговая биржа (занимала первое место в стране по обороту хлебных сделок), были созданы филиалы крупных российских купеческих контор и 22 иностранных фирм. В 1913 году на станции Челябинск было отгружено более 10 млн пудов сибирского хлеба; транзитом же через станцию прошло в несколько раз больше.

## Последствия для сельского хозяйства Сибири
Влияние челябинского тарифного перелома на развитие сельского хозяйства в Сибири является спорным вопросом. Катастрофических последствий заградительный тариф не произвёл: на долю Сибири в отдельные годы приходилось до трёх четвертей всего экспортируемого Россией хлеба. Самые большие поставки сибирского зерна на Запад пришлись на период действия тарифного перелома.
Однако современники отмечали, что челябинский перелом стал серьёзнейшим тормозом в развитии аграрной отрасли Сибири. Несмотря на удвоение населения Сибири (государственная политика поощряла переселение в Сибирь) и бурное развитие сельского хозяйства, за 16 лет действия тарифа экспорт сибирского хлеба вырос всего лишь на 21%. В Сибири стали регулярными обвалы закупочных цен из-за кризиса перепроизводства: до 10—12 копеек за пуд ржи и до 20 копеек за пуд пшеницы (при закупочных ценах в Европейской части России в 70—75 копеек за пуд). В итоге аграрный потенциал Сибири не был реализован в должной мере.
Из-за заградительных тарифов на вывоз хлеба крестьянам Сибири стало выгоднее развивать маслоделие (в том числе скармливать выращенное зерно скоту): не облагаемое дополнительными сборами, сибирское масло было конкурентоспособным транспортабельным продуктом. В 1909—1913 годах на Сибирь приходилось 16% мирового экспорта масла. П. А. Столыпин в 1910 году заявил: «Сибирское маслоделие дает золота вдвое больше, чем вся сибирская золотопромышленность».

## Отмена тарифного перелома
На фоне роста сельскохозяйственного производства в Сибири и необходимости экспорта зерновых тарифный перелом стал заметной помехой участию Сибири в мировом товарном обращении. В 1913 году была пущена железнодорожная ветка Екатеринбург—Омск через Тюмень, в результате чего Челябинск перестал быть единственными «воротами» в Сибирь, и тарифный перелом терял смысл. В 1911—1913 годах года челябинский тарифный перелом был постепенно отменён (с 1 августа 1911 разница в ценах снизилась на 40%, с 1 августа 1912 — на 70%, с 1 августа 1913 полностью отменен).